# メン・デ・サ
メン・デ・サ（Mem de Sá、1500年頃 - 1572年3月2日）は、ポルトガル王国の貴族であり、植民地行政官である。第3代ブラジル総督を1557年から1572年まで務め、ブラジル植民地の安定と発展に大きく貢献した。

## 生涯
メン・デ・サは、1500年頃にポルトガルのコインブラで生まれた。彼の家族は、ポルトガル王室と深い関わりを持つ貴族であった。コインブラ大学で法律を学び、卒業後はポルトガル王国の法務官としてキャリアを開始した。彼はその卓越した知識と行政手腕により、瞬く間に頭角を現した。
1557年、ポルトガル国王ジョアン3世は、メン・デ・サを第3代ブラジル総督に任命した。当時のブラジル植民地は、フランス人による侵略、先住民との衝突、入植者の間の内紛など、多くの問題を抱えていた。

### ブラジル総督としての功績
メン・デ・サがブラジル総督として着任後、まず取り組んだのは、フランス人による植民地侵略への対応である。彼は、フランスがグアナバラ湾に築いた「フランス南極」と呼ばれる入植地を排除するため、軍事作戦を指揮した。この作戦は成功を収め、1567年にはリオデジャネイロが建設され、ポルトガルのブラジルにおける支配を確立する上で重要な拠点となった。
次に、彼は先住民との関係改善に尽力した。武力だけでなく、宣教師と協力し、先住民のキリスト教化を推進した。また、入植者による先住民の搾取を制限する法律を制定し、その保護を図った。これにより、一部の部族との関係は改善され、植民地の安定に貢献した。
さらに、メン・デ・サは植民地の経済発展にも力を入れた。サトウキビ栽培を奨励し、砂糖生産を拡大した。これにより、ブラジルはポルトガル王国にとって重要な経済的基盤となった。彼はまた、都市の建設やインフラ整備にも積極的に取り組み、植民地の秩序と繁栄を促進した。

### 晩年と遺産
メン・デ・サは、1572年3月2日にブラジルで死去した。彼の在任期間は15年に及び、ブラジル植民地の基礎を築いた偉大な総督として記憶されている。彼のリーダーシップと行政手腕は、ブラジルがポルトガル植民地として発展していく上で不可欠なものであった。

## 参考書籍
- Bethell, Leslie. The Cambridge History of Latin America, Vol. 1: Colonial Latin America. Cambridge University Press, 1984.
- Boxer, Charles R. The Portuguese Seaborne Empire, 1400-1800. Alfred A. Knopf, 1969.
- Diffie, Bailey W., and George D. Winius. Foundations of the Portuguese Empire, 1415-1825. University of Minnesota Press, 1977.